# Tôň
Tôň (in ungherese Tany) è un comune della Slovacchia facente parte del distretto di Komárno, nella regione di Nitra.